# Acrocercops panacivagans
Acrocercops panacivagans là một loài bướm đêm thuộc họ Gracillariidae. Nó được tìm thấy ở New Zealand.

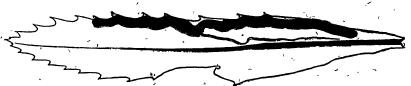
Lá do ấu trùng ăn

Sải cánh dài khoảng 8 mm. Ấu trùng ăn Pseudopanax crassifolius. Chúng ăn lá nơi chúng làm tổ.

## Hình ảnh

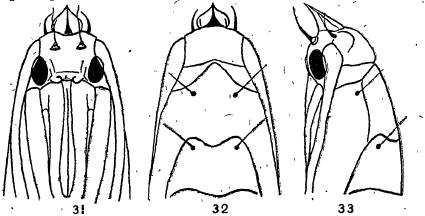